# Rhipsalis russellii
A Rhipsalis russellii egy lapított hajtású vesszőkaktusz.

## Jellemzői
Csüngő habitutsú növény, nagy bokrot képez a fák vízszintes ágain. Szárszegmensei erősen lapítottak, 150 mm hosszúak, 50–60 mm szélesek, erősen karéjos szélűek, sötétzöld vagy bordó epidermisszel. Kicsiny virágaik akár 9-es csoportokban is megjelenhetnek az areolákon. A külső szirmok vörösesek, a belső szirmok krémfehérek, 2 mm hosszúak. Termése magánosan fejlődik az areolákon, gömbölyű, 5–6 mm hosszú, mély bordó színű.

## Elterjedése
Brazília: Bahia, Minas Gerais, Espirito Santo államok, atlantikus brejo erdők, campo-rupestre és caatinga-agreste bozótosok, 1000 m tengerszint feletti magasságig.

## Rokonsági viszonyai
A Phyllarthrorhipsalis subgenus tagja. A rokon fajoktól elkülönül mély színű, majdnem fekete terméseivel.